# Перу (Массачусетс)
Перу (англ. Peru) — місто (англ. town) в США, в окрузі Беркшир штату Массачусетс. Населення — 814 особи (2020).

## Демографія
Згідно з переписом 2010 року, у місті мешкало 847 осіб у 336 домогосподарствах у складі 245 родин. Було 413 помешкання
Расовий склад населення:
| - 97,9 % — білих - 0,9 % — чорних або афроамериканців - 0,4 % — корінних американців - 0,4 % — азіатів |

До двох чи більше рас належало 0,5 %. Частка іспаномовних становила 0,0 % від усіх жителів.
За віковим діапазоном населення розподілялося таким чином: 21,1 % — особи молодші 18 років, 69,7 % — особи у віці 18—64 років, 9,2 % — особи у віці 65 років та старші. Медіана віку мешканця становила 44,4 року. На 100 осіб жіночої статі у місті припадало 106,6 чоловіків;  на 100 жінок у віці від 18 років та старших — 109,4 чоловіків також старших 18 років.
Середній дохід на одне домашнє господарство  становив 77 356 доларів США (медіана — 68 636), а середній дохід на одну сім'ю — 87 127 доларів (медіана — 79 792). Медіана доходів становила 56 528 доларів для чоловіків та 39 250 доларів для жінок. За межею бідності перебувало 6,8 % осіб, у тому числі 8,5 % дітей у віці до 18 років та 5,8 % осіб у віці 65 років та старших.
Цивільне працевлаштоване населення становило 485 осіб. Основні галузі зайнятості: освіта, охорона здоров'я та соціальна допомога — 29,3 %, роздрібна торгівля — 11,1 %, виробництво — 10,5 %, будівництво — 10,1 %.